# Marianne Eigenheer
Marianne Eigenheer (* 20. April 1945 in Luzern; † 15. Januar 2018 in Basel) war eine Schweizer Kunsterzieherin und Künstlerin.

## Leben
Bevor sie sich der Kunst zuwandte, war Marianne Eigenheers Karriere auf die Musiklaufbahn als Pianistin ausgerichtet. Bereits als Kind erhielt sie Klavierunterricht (von 1950 bis 1964). Da sie jedoch selbst Komponistin werden wollte, was zurzeit nicht möglich war, begann sie, nach der Matura zu zeichnen und zu malen. 1964 machte sie das Lehrerpatent in Aarau und anschliessend 1970 das Kunsterzieher-Diplom an der Hochschule für Gestaltung und Kunst, Luzern und begann als Künstlerin zu arbeiten. Sie studierte von 1973 bis 1976 Kunstgeschichte, Anthropologie und Psychologie an der Universität Zürich. Von 1971 bis 1988 arbeitete sie als wissenschaftliche Mitarbeiterin am Kunstmuseum Luzern mit Jean-Christophe Ammann und später mit Martin Kunz. 1987 hatte sie eine Artist Residency in Tokyo und 2001/2002 das Atelier der Landis & Gyr Stiftung in London.
Sie war als Dozentin und Kunstprofessorin an unterschiedlichen Kunsthochschulen tätig: 1994–1996 mit einem Lehrauftrag am Kunstpädagogischen Institut der Universität Frankfurt am Main, 1995–1996 mit einer Vertretungsprofessur an der Hochschule für Gestaltung, Offenbach; 1997–2007 hatte sie eine Professur für Malerei und freie Grafik an der Akademie der bildenden Künste, Stuttgart inne. Ab 2003 war sie Direktorin des ICE Institute for Curatorship and Education am eca in Edinburgh ab 2009 Honorarprofessorin ebenda. 2011 bis 2013 war sie Tutorin am Royal College of Art in London. Marianne Eigenheer lebte in Basel und London. Von 1976 bis 1978 war sie mit dem Maler Giorgio Avanti verheiratet.

## Werk

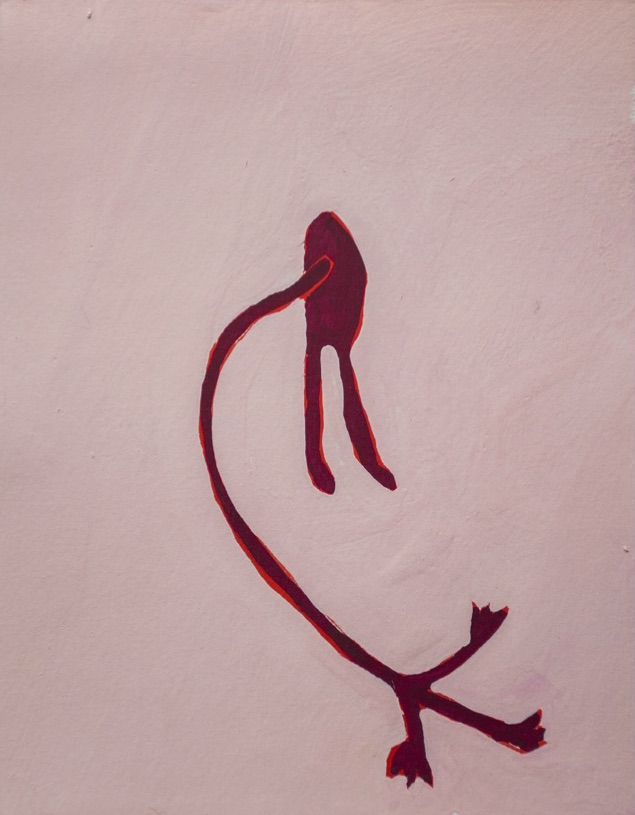
Marianne Eigenheer, Untitled, aus der Serie Bilder zur Lage, 1981/1982, Aquarell auf Papier, 15 × 12,5 cm

Die Praxis von Eigenheer kommt aus dem Zeichnen, wobei die frei geführte Linie über die flächige, malerische Dimension Vorrang hat. Ihre Zeichnungen sind gestische, freie Lineaturen auf Papier, in der die spontane, unbewusste Tätigkeit – angelehnt an die écriture automatique – mit bewussten formalen und inhaltlichen Entscheiden kombiniert werden. In den 1980er Jahren entstand die Serie Bilder zur Lage. Auf den postkartengrossen Zeichnungen zeigen sich halbabstrakte Formen, welche Anleihen an Comic-haftes, Erotisches enthalten. Ebenfalls in dieser Zeit bemalte sie grosse Leinwände mit Tiersilhouetten, menschlichen Figuren und Mischwesen. Eigenheer beschrieb die Entstehung dieser Bilder folgendermassen:

„Ich habe einmal in meinem Leben, noch in Luzern, ein ganz grosses Atelier gehabt und dann auch ganz grosse Bilder gemalt, und da sind aus Linien, aus diesen Linien-Gewirren, die zuerst da waren, auf einmal Tiere entstanden, zu meinem eigenen Erstaunen. Doch diese Tiere, besser Tierformen, waren für mich nicht als Tiere wichtig, sondern sie haben buchstäblich meinen körperlichen Zustand abgebildet.“

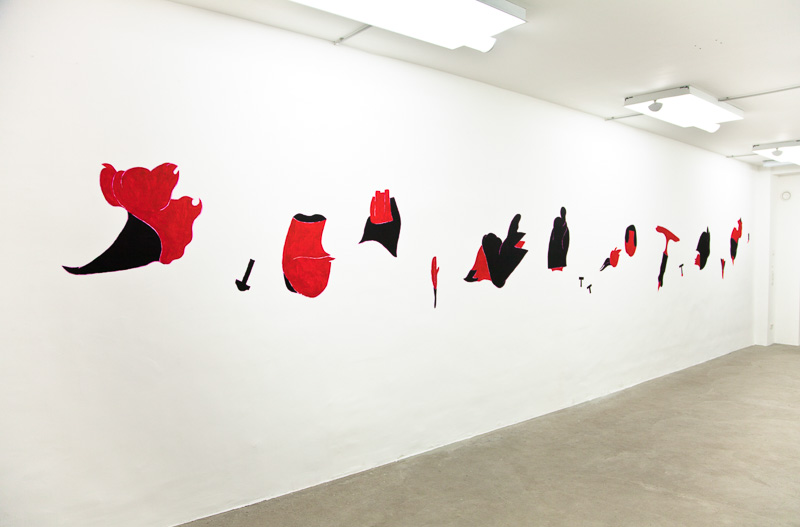
Marianne Eigenheer, Ausstellungsansicht, Les Guédés dansent toujours, Das Esszimmer, Bonn, 2012

Später kamen Wandarbeiten dazu, die sich besonders durch den Einsatz von rot, schwarz und gold, meist als Umrandung, auszeichnen. Etwa die Wandbilder Das Buch der 5 Ringe von Mushahi, 1991, am Busbahnhof Kiel oder Les Guédés dansent toujours, 2012.

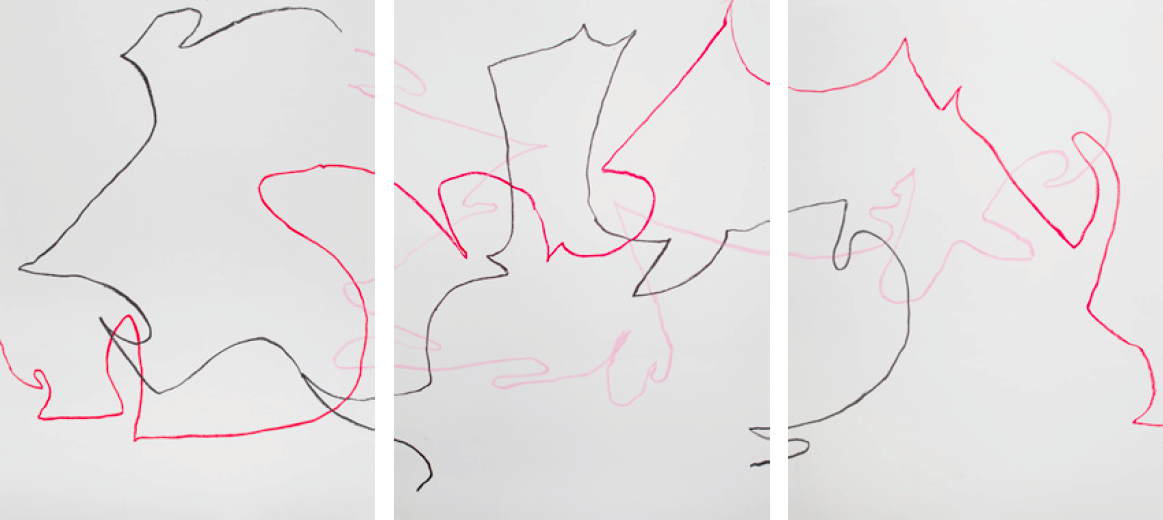
Marianne Eigenheer, Untitled (triptych), Ölpastell auf Papier, 70 × 50 cm, 2015

Parallel zur Zeichnung und Malerei hatte auch die Fotografie eine grosse Bedeutung, wobei diese anfänglich nur für das persönliche Archiv zur „Fixierung des Blicks“ verwendet und selten gezeigt wurden.

## Preise und Auszeichnungen
- 1975: Pressepreis der Stadt Luzern
- 1980/1981: Eidgenössisches Kunststipendium

## Einzelausstellungen (Auswahl)
- 2015: Marianne Eigenheer. Bilder zur Lage, Museum Quality Brooklyn, 17. Oktober – 15. November 2015
- 2015: Marianne Eigenheer. Vado Via - excerpts from a drawing life, Museum Quality, Brooklyn, 2.–30. April 2015
- 2013: Galerie Bugdahn & Kaimer, Düsseldorf
- 2012: Marianne Eigenheer, sic!–Raum für Kunst, Luzern 7. Januar 2011 – 11. Februar 2012.[10]
- 2012: Das Ding Galerie, Luzern
- 2012: Das Esszimmer, Bonn[11]
- 2011, 2003: Sleeper, Edinburgh, UK
- 2000: Marianne Eigenheer. Zeit-Orte, Ortszeit. Zeichnungen und Fotografie 1979–1999, Lichtstein Körner & Partner, Stuttgart
- 1995: Galerie Rivolta, Lausanne
- 1995: Perth Institute of Contemporary Art, Perth, Australien
- 1995: Serge Ziegler Galerie, Zürich
- 1993: Galerie Bugdahn und Kaimer, Düsseldorf
- 1993: Ludwig Forum für Internationale Kunst, Aachen
- 1993: Studio Eraarte, Bologna
- 1992: Kunstverein Freiburg, Freiburg
- 1989: Carnegie Mellon University Gallery, Pittsburgh, Pennsylvania
- 1988: Swiss Institute, New York City, NY
- 1986: Palazzo, Liestal
- 1985: Marianne Eigenheer, Kunstverein Schaffhausen, Museum zu Allerheiligen Schaffhausen, 12. Januar – 10. Februar 1985
- 1983: Le Nouveau Musée, Villeurbanne, Lyon
- 1983: Kunstverein Bonn, Bonn
- 1978: Galerie Loeb, Bern
- 1977: Marianne Eigenheer, Kunstmuseum Luzern, 27. März–1. Mai 1977.[12]
- 1970: Galerie Stampa, Basel

## Publikationen (Auswahl)
- Jean-Christophe Amman: Marianne Eigenheer. Ausstellungskatalog, Kunstmuseum Luzern, 27. März – 1. Mai 1977.
- Marianne Eigenheer: Journal Galerie E+F Schneider. Le Landeron, Nr. 26, 1981.
- Marianne Eigenheer. Kunstverein Schaffhausen, Museum zu Allerheiligen Schaffhausen, 12. Januar – 10. Februar 1985
- Armin Wildermuth: Images of Change (1984). Marianne Eigenheer's Recent Work. In: Marianne Eigenheer. Kunstverein Schaffhausen, Museum zu Allerheiligen Schaffhausen, 1985.
- Annemarie Monteil: Lebensspur und Farbwildwechsel. In: Künstler. Kritisches Lexikon der Gegenwartskunst. Weltkunst, Bruckmann, München 1990.
- Marianne Eigenheer, Stephan Berg, Kunstverein Freiburg e. V. (Hrsg.): Marianne Eigenheer. Wandarbeiten 1991/92. Waldkircher Verlagsgesellschaft, Freiburg 1991.
- Galerie Marianne Grob, Berlin (Hrsg.): Marianne Eigenheer. Berlin 1996.
- Marianne Eigenheer, Hans Ulrich Obrist: Gespräch Marianne Eigenheer und Hans Ulrich Obrist. In: sic! Raum für Kunst Luzern (Hrsg.): LACK. Fliegende Tiere, Körper und Sterne am Himmel. Nr. 3, Maniac Press, Luzern 2012.
- Yasimin Kunz, Suzi Teo: Marianne Eigenheer. In: Vado Via - excerpts from a drawing life. Ausstellungskatalog, hrsg. von Museum Quality, Brooklyn 2015.
- Suzi Teo: Marianne Eigenheer. Bilder zur Lage. Ausstellungskatalog, Hrsg. von Museum Quality. Brooklyn 2015.

## Werke in Sammlungen (Auswahl)
Werk von Eigenheer sind u. a. im Kunstmuseum Basel, Kunstmuseum Luzern, Museum of Contemporary Art Tokio, in der Schweizerische Nationalbank Bern und der UBS Schweiz vorhanden.